# Chrysler Horizon
Chrysler Horizon — субкомпактный легковой автомобиль, разработанный европейским подразделением корпорации Chrysler (Chrysler Europe, бывшая Simca) и продававшийся в Европе с 1977 по 1987 год под марками Chrysler Horizon, Simca Horizon и Talbot Horizon. На американском континенте адаптированная версия модели выпускалась как Dodge Omni и Plymouth Horizon с 1977 по 1990 год.
В 1978 году авторитетный американский автомобильный журнал Motor Trend признал автомобили Dodge Omni и Plymouth Horizon автомобилями года, в начале 1979 году Chrysler Horizon получил титул Европейский автомобиль года, а в 1981 году Talbot Horizon был признан автомобилем года в Испании.

## История
Американская корпорация Chrysler в 1967 году получила полный контроль над группой Simca-Rootes, но, несмотря на это, английская и французская части группы действовали достаточно автономно. Хотя европейские компании и были соответственно переименованы в Chrysler UK, Chrysler France и Chrysler España, британские и французские подразделения продолжали строить и продавать автомобили под старыми марками и названиями моделей. К началу 1975 года стало понятно, что дальнейшее развитие невозможно без единой европейской политики в отношении выпускаемого модельного ряда.
Была выработана единая модельная стратегия для европейской линии автомобилей Chrysler. Базируясь на трёх платформах, модельный ряд должен был покрыть все секторы рынка, в пределах которых активно конкурировали Simca и Rootes:
- Chrysler C2: Переднеприводный автомобиль для замены модели Simca 1100, чтобы конкурировать в классе Volkswagen Golf. Появился в конце 1977 как Chrysler Horizon.
- Chrysler C6: Переднеприводная замена для автомобиля Simca 1500[англ.], чтобы конкурировать в классе Ford Taunus. Выпуск модели начался в конце 1975 как Simca 1307 / Talbot Alpine.
- Chrysler C9: Заднеприводный проект для замены модели Chrysler 180. Выпускался с конца 1980 года как Talbot Tagora.

Первым удачным результатом политики Chrysler Europe в плане выпуска одной и той же модели, которая была бы успешной как для рынка Великобритании, так и для Франции, стал проект C6 — франко-британская модель Chrysler Alpine / Simca 1307 / Talbot Alpine. В 1976 году этот автомобиль получил титул Европейский автомобиль года.
Над новым автомобилем в рамках проекта C2 команда Роя Экса (англ. Roy Axe), дизайнера Chrysler Europe начала работать в 1974 году. С дизайнерской точки зрения новый проект должен был выглядеть как «младший брат» проекта C6 (Simca 1307), с максимальной унификацией узлов и агрегатов между этими двумя моделями.
Американское руководство корпорации Chrysler уделяло особое внимание этому проекту, так как с самого начала процесса разработки было решено, что C2 должен продаваться в США, став первым автомобилем, специально разработанным корпорацией Chrysler как «всемирный автомобиль». В сотрудничестве с европейскими дизайнерскими группами в Великобритании и Франции, с их коллегами в Детройте, в Chrysler надеялись получить современный субкомпактный автомобиль для рынка Соединённых Штатов прежде, чем кто-либо из их американских конкурентов. Это должно было позволить компании Chrysler, в ответ на новые американское законодательство, сократить потребление топлива в выпускаемых автомобилях и отразить всё возрастающий натиск японских производителей.
Фактически создаваясь на базе Simca 1100, Horizon, тем не менее, включил в себя многие агрегаты уже использующиеся в модели 1370. Автомобиль должен был быть шире и иметь большую колёсную базу, чем 1100 для обеспечения большего размера салона. Аналогично модели Talbot Alpine, были установлены большие и мягкие сидения во французском стиле.
Модель Horizon стала неким симбиозом своего прародителя Simca 1100 и успешного «старшего брата» — Simca 1307.
Созданные первоначально на базе Simca 1100, европейские версии Horizon использовали и агрегаты Simca 1307.

### Первые успехи
Чтобы заявить о новой модели именно как о «всемирном автомобиле», Horizon был официально представлен в Европе и США в один день, 7 декабря 1977 года. В Великобритании он продавался на рынке как Chrysler Horizon (с 1976 года все автомобили отделения продавались в Британии как Chrysler), тогда как во Франции и в большей части Европы (где марка была Simca гораздо более узнаваемой), он назывался Simca Horizon.
В 1979 Horizon получил титул Европейский автомобиль года.
Ли Якокка, босс Chrysler, несомненно, гордился этим достижением, но акцентировал внимание прессы на том, что Horizon это было нечто большее, чем просто «европейский» автомобиль: 

«50 ведущих автомобильных журналистов Европы … присудили награду (автомобиль года) новому Simca Horizon … из-за технологических нововведений в этой машине — таких как автоматическая коробка передач, а также бортовой компьютер, функция автоматического контроля скорости, электронное зажигание. Европейские технологии? Нет. Всё это разработки инженеров Chrysler в этой стране (США), а затем представлены нашей французской компании для использования на Simca Horizon.»

.

### Евроамериканец
В США Chrysler представил Horizon в двух вариантах: Plymouth Horizon и его близнец — Dodge Omni. Хотя эти американские версии выглядели аналогично их французским собратьям, существовали некоторые отличия в технической части.

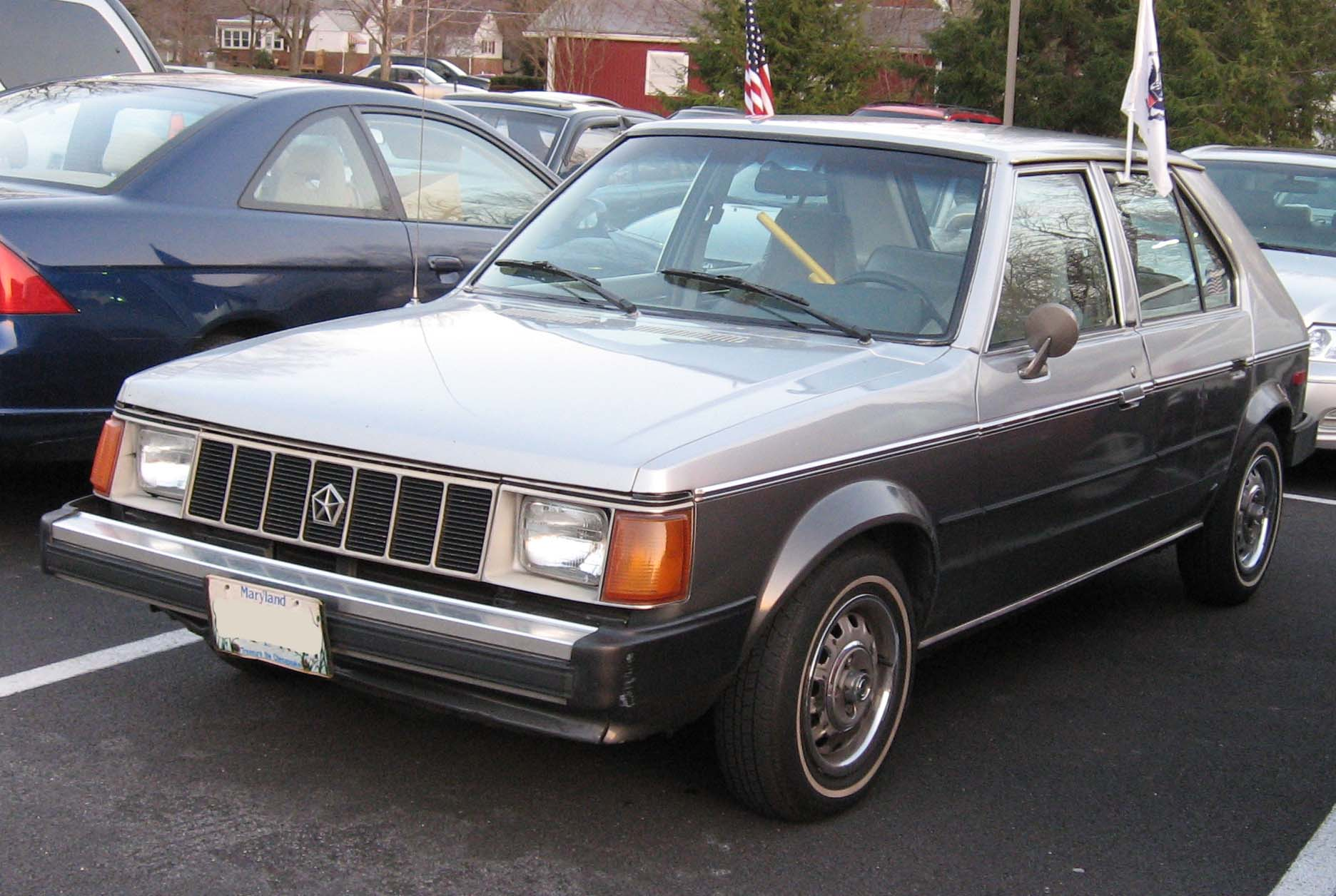
Plymouth Horizon

Европейские модели Horizon использовал переднюю подвеску на продольных торсионах, как и его предшественник, Simca 1100. На Horizon первоначально устанавливались двигатели объёмом 1118 см³ и 1294 см³ модели Simca 1100, а в более поздних версиях мотор 1442 см³ от Alpine. 4-ступенчатая механическая коробка передач также была аналогична Simca 1100, а 5-ступенчатая — как у 307/Alpine.
В Детройте же на моделях Plymouth Horizon и Dodge Omni торсионная передняя подвеска была заменена стойками Макферсон.
Первоначально на американских версиях Horizon использовался двигатель объёмом 1,7 литра и мощностью 70 л.с., от автомобиля Volkswagen Rabbit (американская версия автомобиля Volkswagen Golf). Это было связано с тем, что этот двигатель имел соответствующий американский сертификат по допустимости уровня выбросов и был доступен в нужных количествах. Этот же двигатель с головкой блока производства Chrysler использовался на автомобилях с 1978 модельного года по 1983 год.
Также с 1983 по 1986 годы на американских версиях устанавливался двигатель объёмом 1,6 литра производства компании Peugeot (когда Chrysler продал свои европейские подразделения Peugeot, в условиях сделки были указаны обязательства поставлять двигатель для американских версий Horizon).
В 1979 году у компании Chrysler был готов собственный двигатель объёмом 2,2 литра, который, в конечном итоге, постепенно заменил все европейские двигатели меньшего объёма. Внешне от своих европейских аналогов американские Plymouth Horizon и Dodge Omni отличались мало — более мощными бамперами, «федеральным» освещением и внешним видом приборной панели.

### Смена названия
Компанию Chrysler одолевали проблемы на домашнем рынке в США, и неизбежным следствием концентрации усилий компании на американском рынке стало решение о продаже своего дочернего подразделения Chrysler в Европе.
После долгих переговоров и при содействии со стороны французского правительства, в конечном итоге группа PSA Peugeot Citroën приобрела все фабрики Chrysler Europe вместе с правами на выпуск всего спектра автомобилей.
После смены владельца в 1979 году, марка Chrysler исчезла с европейских версий, поэтому все новые Horizon, проданные после 1 августа 1979 года, стали известны как Talbot Horizon.

### Прекращение производства
Последний французский Horizon был выпущен весной 1985 года, а в Англии Horizon прекратили выпускать в 1986 году со введением модели Peugeot 309. Производство модели продолжалось в Соединённых Штатах до 1990 года.
Помимо Великобритании, Франции и Америки, модель Horizon выпускалась в Уусикаупунки в Финляндии с 1979 по 1985 годы, заменив Saab 96. Линейка комплектаций состояла из бензиновых двигателей объёмом 1294 и 1442 см³, а после 1982 к ним добавился дизельный двигатель объёмом 1900 см³. При сборке моделей Talbot в Финляндии использовались много комплектующих Saab, особенно в части интерьера, а также использовался фирменный метод защиты кузова Saab.

### Новая жизнь
Заменой модели Horizon стал проект C28, разработка которого началась в 1982 году. Этот проект создавался полностью под руководством менеджмента Peugeot. Учитывая предыдущие успехи партнёрства Simca / Rootes, реализация проекта C28 была задумана таким же способом: британская разработка дизайна и французская разработка технологий.

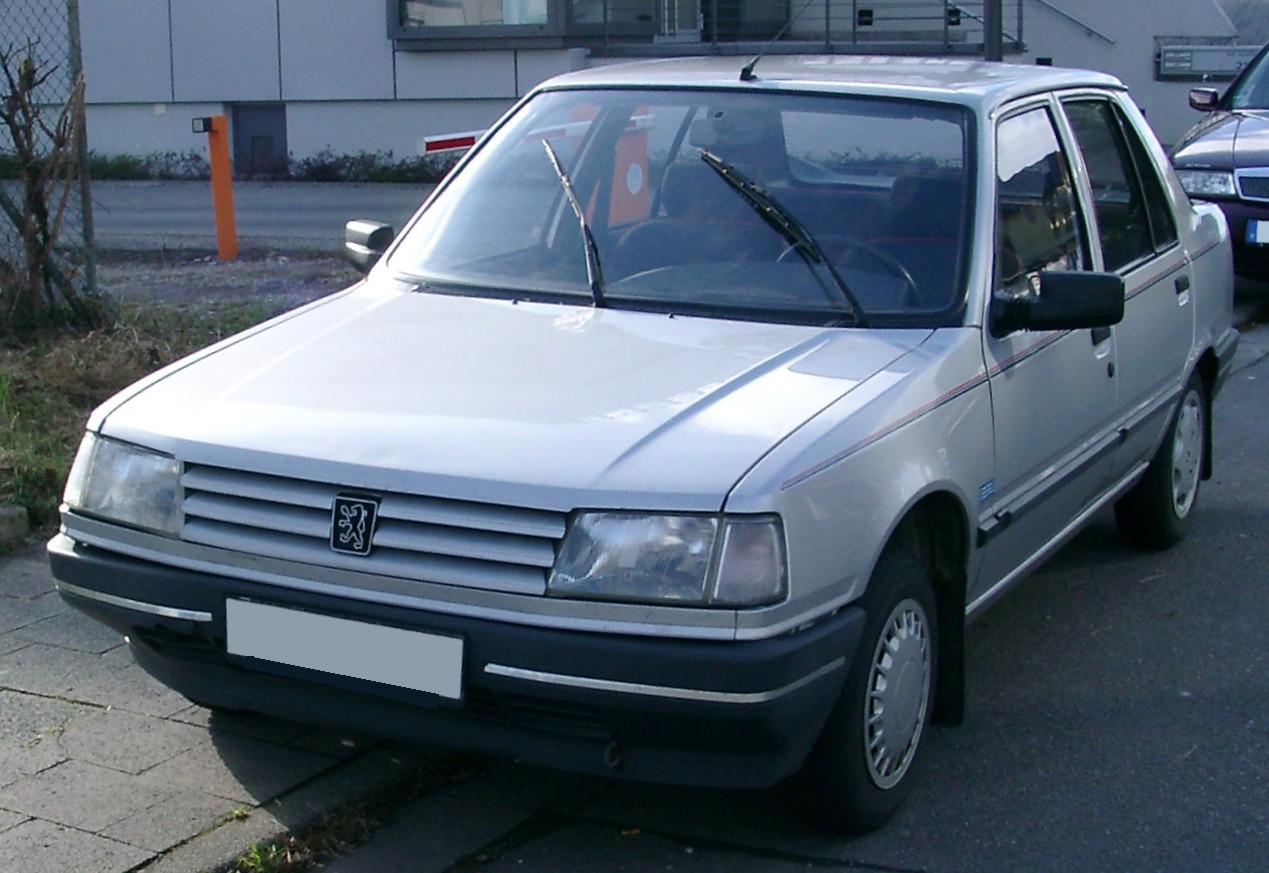
Peugeot 309

Уровень продаж Horizon снижался в 1983 и в 1984 годах, поэтому идея сохранить автономию марки Talbot в альянсе Peugeot умирала тихой смертью. Несмотря на это, команда Talbot продолжала работу над двумя новыми проектами (C28, а также замена для модели Samba основанная на платформе Citroen), которые должны были заменить три выпускаемые модели автомобиля двумя моделями.
Проект C28 стал известен как Talbot Arizona, и его производство планировалось во Франции и Англии на заводах Ryton и Poissy, используя двигатели от Horizon. Вместе с тем, продажи Talbot продолжали падать, и дискуссии относительно того, должен ли автомобиль продаваться под маркой Talbot или Peugeot, закончились в 1985 году.
Сам по себе новый автомобиль стал увеличенной и обновлённой моделью Horizon, но в более «обтекаемом» стиле 1980-х годов (и стеклом задней двери в стиле Renault), новой подвеской, и с существующими двигателями SIMCA для младших моделей (1118 см³ и 1294 см³.). ↵Осенью 1985 года была представлена Peugeot 309 (урождённая Talbot Horizon), что ознаменовало окончание эры Talbot как самостоятельного бренда.

## Производство
В конце 1977 года американский завод Chrysler «Belvidere Assembly Plant» в городе Бельведер штат Иллинойс был переоборудован, и на нём началось производство автомобилей Plymouth Horizon и Dodge Omni.
Второго января 1978 года выпуск автомобилей Chrysler Horizon начался на заводе «Usine de Poissy» во Французском городе Пуасси.
С 1979 года автомобили в стали собирать в Финляндии на заводе «Valmet Automotive» в городе Уусикаупунки.
Начиная с 1982 года Horizon стали собирать в Англии на заводе «Ryton Plant» в небольшом городке Ryton-on-Dunsmore в Уорикшире.
Летом 1985 года производство автомобилей во Франции, Англии и Финляндии было прекращено.
В марте 1987 года производство Chrysler Horizon и Dodge Omni в Бельвидер было прекращено, с сентября их стали делать на заводе в «Kenosha Plant» в городе Кеноша штат Висконсин, но не долго. С февраля 1989 года производство автомобилей было перенесено на «Jefferson Avenue Plant» в Детройте, а в феврале 1990 года полностью прекращено.
| Производство по годам и странам, шт. | Производство по годам и странам, шт. | Производство по годам и странам, шт. | Производство по годам и странам, шт. | Производство по годам и странам, шт. | Производство по годам и странам, шт. | Производство по годам и странам, шт. |
| ------------------------------------ | ------------------------------------ | ------------------------------------ | ------------------------------------ | ------------------------------------ | ------------------------------------ | ------------------------------------ |
|                                      | Франция                              | Испания                              | Англия                               | Финляндия                            | США                                  | США                                  |
| Omni                                 | Франция                              | Испания                              | Англия                               | Финляндия                            | Horizon                              |                                      |
| 1977                                 | 385                                  | -                                    | -                                    | -                                    | -                                    | -                                    |
| 1978                                 | 207 544                              | -                                    | -                                    | -                                    | 81 611                               | 106 772                              |
| 1979                                 | 222 296                              | -                                    | -                                    | 17 931                               | 141 477                              | 162 763                              |
| 1980                                 | 158 809                              | 17 717                               | -                                    | 17 931                               | 138 155                              | 162 478                              |
| 1981                                 | 100 372                              | 40 581                               | -                                    | 17 931                               | 77 039                               | 94 859                               |
| 1982                                 | 71 339                               | 33 180                               | 14 287                               | 17 931                               | 71 864                               | 37 196                               |
| 1983                                 | 59 063                               | 35 641                               | 15 962                               | 17 931                               | 42 554                               | 46 471                               |
| 1984                                 | 26 554                               | 22 728                               | 13 099                               | 17 931                               | 71 355                               | 78 564                               |
| 1985                                 | 4637                                 | 11 177                               | 8432                                 | 17 931                               | 74 127                               | 88 011                               |
| 1986                                 | -                                    | 5775                                 | -                                    | -                                    | 73 580                               | 84 508                               |
| 1987                                 | -                                    | 1029                                 | -                                    | -                                    | 66 907                               | 79 449                               |
| 1988                                 | -                                    | -                                    | -                                    | -                                    | 59 867                               | 61 715                               |
| 1989                                 | -                                    | -                                    | -                                    | -                                    | 46 239                               | 45 341                               |
| 1990                                 | -                                    | -                                    | -                                    | -                                    | 16 733                               | 16 397                               |
| Всего                                | 850 999                              | 167 828                              | 51 780                               | 17 931                               | 961 508                              | 1 064 524                            |
| Европа                               | 1 088 538                            |                                      |                                      | США                                  | 2 026 032                            |                                      |
|                                      | 3 114 570                            |                                      |                                      |                                      |                                      |                                      |